# بن بشير
بن بشير قرية صغيرة بوسط البلاد التونسية تتبع إداريا ولاية سيدي بوزيد وتقع على الطريق الوطنية 3 على بعد 57 كلم من مدينة قفصة.